# Rozsdásfejű villásrigó
A rozsdásfejű villásrigó (Enicurus ruficapillus) a madarak osztályának a verébalakúak (Passeriformes) rendjéhez és a  légykapófélék (Muscicapidae) családjához tartozó faj.

## Rendszerezése
A fajt Coenraad Jacob Temminck holland arisztokrata és zoológus írta le  1823-ban.

## Előfordulása
Brunei, Indonézia, Malajzia, Mianmar és Thaiföld területén honos. Természetes élőhelyei a szubtrópusi vagy trópusi síkvidéki esőerdők, sziklás környezetben, folyók és patakok környékén. Állandó, nem vonuló faj.

## Megjelenése
Testhossza 20 centiméter. Feje teteje és tarkója rozsdabarna, arcrésze és szárnyai feketék, fehér szárnyfolttal. Mellén fehér alapon fekete pikkelyes mintázatot visel. Erős lába és villás farka van.
|  |

## Életmódja
Főként rovarokkal táplálkozik, de előfordul, hogy apró kígyókat is  fogyaszt.

## Szaporodása
Csésze alakú fészkét iszapból és növényi rostokból készíti.

## Természetvédelmi helyzete
Az elterjedési területe nagyon nagy, de gyorsan csökken, egyedszáma is csökken. A mezőgazdaság, a fakitermelés és a különböző tüzek veszélyeztetik. A Természetvédelmi Világszövetség Vörös listáján mérsékelten fenyegetett fajként szerepel.